# 솽롼구
솽롼구(한국어: 쌍란구, 중국어: 双滦区, 병음: Shuāngluán Qū)는 중화인민공화국 허베이성 청더 시의 행정구역이다. 넓이는 250km2이고, 인구는 2007년 기준으로 120,000명이다.

## 행정 구역
2개 가도, 4개 진을 관할한다.
- 가도: 滦河街道, 双塔山街道
- 진: 双塔山镇, 滦河镇, 大庙镇, 偏桥子镇